# Franz Lorber
Franz Lorber (* 23. Februar 1846 in Wien; † 22. März 1930 im Kaiserin-Elisabeth-Spital in Wien) war Hochschullehrer und Abgeordneter zum Österreichischen Abgeordnetenhaus.

## Leben
Franz Lorber war Sohn des gleichnamigen Gastwirts Franz Lorber († März 1859). Ab Oktober 1859 war sein Stiefvater der Fabrikant (Zinnwaren, chemische und pharmazeutische Apparate) Stefan Baumann. Nach dem Besuch einer Pfarrhauptschule in Wien-Alsergrund in den Jahren 1851 bis 1855 ging er von 1855 bis 1857 in das Piaristengymnasium in Wien. Von 1857 bis 1861 ging er in eine Oberrealschule in Wien-Schottenfeld und von 1861 bis 1866 studierte er Mathematik und Geodäsie am Polytechnikum Wien. Ab 1866 war er Assistent für darstellende und praktische Geometrie und ab 1868 für praktische Geometrie an der Technischen Hochschule Graz. Im Jahr 1870 wurde er Dozent, 1873 ao. und 1875 o. Professor für darstellende und praktische Geometrie an der Bergakademie Leoben. 1893 war er o. Professor für Geodäsie an der Deutschen Technischen Hochschule Prag. Im Jahr 1895 trat er in den Ruhestand und übersiedelte nach Wien.
Von 1883 bis 1890 saß er im Gemeinderat von Leoben.
Er war römisch-katholisch und verheiratet mit Marianne von Del-Negro († 1910), mit der er aber keine Kinder hatte.

## Politische Funktionen
Franz Lorber war vom 21. Februar 1895 bis zu seinem Rücktritt (aus gesundheitlichen und persönlichen Gründen) am 20. Juli 1900  Abgeordneter des Abgeordnetenhauses im Reichsrat (VIII. und IX. Legislaturperiode)
Er vertrat im Abgeordnetenhaus in beiden Legislaturperioden das Kronland Steiermark, Wählerklasse Städte 3 (Bruck, Kapfenberg, Kindberg, Mürzzuschlag, Leoben, Trofaiach, Vordernberg, Eisenerz, Mautern, Aflenz, Mariazell, Frohnleiten, Deutschfeistritz, Übelbach, Gratwein).
Er war der Nachfolger von Josef Heilsberg.

## Klubmitgliedschaften
Franz Lorber war ab 1895 Mitglied bei den Vereinigten Deutschen Linken, er war ab 1897 fraktionslos und ab Oktober 1897 im Verband der deutschfortschrittlichen Deutschen Volkspartei, bei der er bis zum 22. März 1898 Hospitant war.